# П'єтро Пеллегрі
П'єтро Пеллегрі (італ. Pietro Pellegri, нар. 17 березня 2001, Генуя) — італійський футболіст, нападник клубу «Торіно» і національної збірної Італії.

## Клубна кар'єра
Народився 17 березня 2001 року в місті Генуя. Вихованець футбольної школи місцевого «Дженоа». У 15-річному віці дебютував у дорослому футболі, вийшовши на заміну 22 грудня 2016 року в основній команді того ж клубу у грі Серії A. Протягом наступного року взяв участь у 9 матчах чемпіонату, відзначившись трьома голами.
У січні 2018 року перспективний юнак, якому було все ще 16 років, перейшов за орієнтовний 31 мільйон євро (плюс бонуси) до «Монако». 
У лютому того ж року дебютував в іграх за нову команду, ставши у віці 16 років, 10 місяців і 30 днів наймолодшим гравцем клубу, що взяв участь у матчі Ліги 1, перевершивши на 11 днів попередній рекорд, що належав Кіліану Мбаппе.
26 серпня 2018 року забив свій перший гол за «Монако», ставши першим гравцем, народженим у 21-му сторіччі, що відзначився голом у Лізі 1.
Загалом протягом трьох з половиною років у «Монако» взяв участь у 23 іграх усіх турнірів і забив два голи, після чого другу половину 2021 року провів на батьківщині, граючи в оренді за «Мілан». 
На початку 2022 року також на умовах оренди приєднався до «Торіно», який влітку того ж року скористався правом викупу гравця за 5 мільйонів євро.

## Виступи за збірні
2015 року дебютував у складі юнацької збірної Італії (U-15), загалом на юнацькому рівні за команди різних вікових категорій взяв участь у 29 іграх, відзначившись 2 забитими голами.
11 листопада 2020 року 19-річний нападник дебютував в офіційних матчах у складі національної збірної Італії.

## Статистика виступів

### Статистика клубних виступів
Станом на 22 вересня 2022
| Сезон              | Команда            | Чемпіонат          | Чемпіонат | Чемпіонат | Національний кубок | Національний кубок | Національний кубок | Континентальні кубки | Континентальні кубки | Континентальні кубки | Інші змагання | Інші змагання | Інші змагання | Усього | Усього |
| Сезон              | Команда            | Ліга               | Ігор      | Голів     | Ліга               | Ігор               | Голів              | Ліга                 | Ігор                 | Голів                | Ліга          | Ігор          | Голів         | Ігор   | Голів  |
| ------------------ | ------------------ | ------------------ | --------- | --------- | ------------------ | ------------------ | ------------------ | -------------------- | -------------------- | -------------------- | ------------- | ------------- | ------------- | ------ | ------ |
| 2016–17            | «Дженоа»           | A                  | 3         | 1         | КІ                 | 0                  | 0                  | -                    | -                    | -                    | -             | -             | -             | 3      | 1      |
| 2017-січ. 2018     | «Дженоа»           | A                  | 6         | 2         | КІ                 | 1                  | 0                  | -                    | -                    | -                    | -             | -             | -             | 7      | 2      |
| Усього за «Дженоа» | Усього за «Дженоа» | Усього за «Дженоа» | 9         | 3         |                    | 1                  | 0                  |                      | -                    | -                    |               | -             | -             | 10     | 3      |
| січ.-черв. 2018    | «Монако»           | Л1                 | 3         | 0         | КФ+КЛ              | 0+0                | 0                  | ЛЧ                   | -                    | -                    | СФ            | -             | -             | 3      | 0      |
| 2018–19            | «Монако»           | Л1                 | 3         | 1         | КФ+КЛ              | 0+0                | 0                  | ЛЧ                   | 0                    | 0                    | СФ            | 0             | 0             | 3      | 1      |
| 2019–20            | «Монако»           | Л1                 | 0         | 0         | КФ+КЛ              | 0+0                | 0                  | -                    | -                    | -                    | -             | -             | -             | 0      | 0      |
| 2020–21            | «Монако»           | Л1                 | 16        | 1         | КФ                 | 1                  | 0                  | -                    | -                    | -                    | -             | -             | -             | 17     | 1      |
| Усього за «Монако» | Усього за «Монако» | Усього за «Монако» | 22        | 2         |                    | 1                  | 0                  |                      | 0                    | 0                    |               | 0             | 0             | 23     | 2      |
| 2021-січ. 2022     | «Мілан»            | A                  | 6         | 0         | КІ                 | 0                  | 0                  | ЛЧ                   | -                    | -                    | -             | -             | -             | 6      | 0      |
| січ.-черв. 2022    | «Торіно»           | A                  | 9         | 1         | КІ                 | -                  | -                  | -                    | -                    | -                    | -             | -             | -             | 9      | 1      |
| 2022–23            | «Торіно»           | A                  | 6         | 0         | КІ                 | 1                  | 1                  | -                    | -                    | -                    | -             | -             | -             | 7      | 1      |
| Усього за «Торіно» | Усього за «Торіно» | Усього за «Торіно» | 15        | 1         |                    | 1                  | 1                  |                      | -                    | -                    |               | -             | -             | 16     | 2      |
| Усього за кар'єру  | Усього за кар'єру  | Усього за кар'єру  | 52        | 6         |                    | 3                  | 1                  |                      | 0                    | 0                    |               | 0             | 0             | 55     | 7      |

### Статистика виступів за збірну
Станом на 22 вересня 2022
| Дата       | Місто     | Господарі | Результат | Гості   | Турнір           | Голи | Примітки |
| ---------- | --------- | --------- | --------- | ------- | ---------------- | ---- | -------- |
| 11-11-2020 | Флоренція | Італія    | 4 – 0     | Естонія | товариський матч | -    | 70'      |
| Усього     |           | Матчів    | 1         |         | Голів            | 0    |          |

| Дата       | Місто               | Господарі  | Результат | Гості    | Турнір                             | Голи | Примітки |
| ---------- | ------------------- | ---------- | --------- | -------- | ---------------------------------- | ---- | -------- |
| 16-11-2021 | Фрозіноне           | Італія     | 4 – 2     | Румунія  | Товариський матч                   | -    | 63'      |
| 6-6-2022   | Діфферданж (комуна) | Люксембург | 0 – 3     | Італія   | Кваліфікація молодіжного Євро-2023 | 1    | 74'      |
| 9-6-2022   | Гельсінгборг        | Швеція     | 1 – 1     | Італія   | Кваліфікація молодіжного Євро-2023 | -    | 5' 76'   |
| 14-6-2022  | Асколі-Пічено       | Італія     | 4 – 1     | Ірландія | Кваліфікація молодіжного Євро-2023 | 1    | 83'      |
| 22-9-2022  | Пескара             | Італія     | 0 – 2     | Англія   | Товариський матч                   | -    | 28'      |
| Усього     |                     | Матчів     | 5         |          | Голів                              | 2    |          |

## Титули і досягнення
- Чемпіон Італії (1):

«Мілан»: 2021–22